# Provincia marítima de Tarragona
La provincia marítima de Tarragona es una de las treinta provincias marítimas en que se divide el litoral de España. Comprende desde la línea que parte con rumbo 135° del río Cenia hasta la línea que parte con rumbo 135° del torrente de Mas Don Pedro. Limita al norte con la provincia marítima de Barcelona y al sur con la provincia marítima de Castellón.
La capitanía de esta provincia marítima está situada en Tarragona. Su puerto más importante es el puerto de Tarragona.
Consta de los siguientes distritos marítimos:
- San Carlos de la Rápita (TA-1): desde el río Cenia hasta la punta del Águila.
- Tarragona (TA-2): desde la punta del Águila hasta el torrente de Mas Don Pedro.